# Ecdyonurus forcipula
Az Ecdyonurus forcipula a rovarok (Insecta) osztályának a kérészek (Ephemeroptera) rendjéhez, ezen belül az erezett kérészek (Heptageniidae) családjához tartozó faj.

## Elterjedése
Az Ecdyonurus forcipula a hegyvidékeken elterjedt. Magyarországon a hegyi kérésszel (Ecdyonurus venosus) együtt gyakori.

## Megjelenése
Az Ecdyonurus forcipula lárvájának alakja és nagysága a hegyi kérész lárvájával azonos. Mindkettő 9-13 milliméter hosszú. Az Ecdyonurus forcipula lárvának teste azonban feltűnően tarka: egy kerek homlokfolt, a combok hegye, a tor oldallemezei, valamint az elülső és a hátulsó potrohszelvények fehéresek. Azonban kevésbé kontrasztgazdag egyedek is előfordulnak, amelyek a hegyi kérésztől nehezen különböztethetők meg.

## Életmódja
Az Ecdyonurus forcipula hegyi patakokban, köveken tartózkodik.